# Barbara Lah
Barbara Lah (Gorizia, 24 marzo 1972) è un'ex triplista italiana, medaglia di bronzo all'Universiade di Fukuoka 1995 e alla Coppa Europa del 2000, vincitrice di 11 titoli nazionali, di cui 6 al coperto.

## Biografia
Nata a Gorizia, ha vissuto poi a Buttrio, e dal 2012 abita a Sovizzo, presso Vicenza .
Barbara Lah può essere considerata, assieme ad Antonella Capriotti, la prima specialista italiana della neonata specialità femminile del salto triplo introdotta, nelle competizioni internazionali, sul finire degli anni 1980. Ha percorso i primi passi nell'atletica nell'Unione Ginnastica Goriziana, facendo poi parte della ex Libertas Udine, una delle squadre più forti di quel momento, insieme a Giada Gallina, Elisa Andretti, Silvia Sommaggio, Mara Rosolen, Chiara Grossutti.

In seguito è stata anche nelle squadre SNAM e Camelot-Bracco. Ha partecipato ad una edizione dei Giochi olimpici, tre mondiali ed altrettanti campionati europei.
Si è laureata in veterinaria, indirizzo scienze della produzione animale, presso l'Università di Udine.
Ha concluso la carriera agonistica nel 2013 ai campionati societari di Rieti.

## Palmarès
| Anno | Manifestazione  | Sede       | Risultato | Misura  | Note  |
| ---- | --------------- | ---------- | --------- | ------- | ----- |
| 1995 | Mondiali indoor | Barcellona | 13ª       | 12,88 m |       |
| 1995 | Universiadi     | Fukuoka    | Bronzo    | 13,85 m | [ 1 ] |
| 2000 | Coppa Europa    | Gateshead  | Bronzo    | 13,86 m | [ 3 ] |

## Altri risultati
Campionati italiani 
- 5 titoli assoluti (1994/1996, 1999 e 2003) ai Campionati italiani assoluti di atletica leggera
- 6 titoli indoor (1994/1996 e 1998/2000)